# Dingzhou
Dingzhou, tidigare känd som Tinghsien eller Tingchow, är en stad på häradsnivå, som lyder under Baodings stad på prefekturnivå i provinsen Hebei i norra Kina. Den ligger omkring 200 kilometer sydväst om huvudstaden Peking.
Staden har 1,1 miljoner invånare på en yta av 1 274 km². Kaiyuans tempelpagod, vilket är en pagod från Songdynastin som finns i staden, har föreslagits bli ett världsarv.

## Demografi
| Område                         | Invånarantal 1 juli 1990 | Invånarantal 1 november 2000 |
| ------------------------------ | ------------------------ | ---------------------------- |
| Stad (de jure)                 | Ingen uppgift            | 1 117 232                    |
| Stad (de facto)                | 1 024 953                | 1 107 903                    |
| Urban befolkning (de facto)    | 170 104                  | 273 301                      |
| ...varav centralort (de facto) | 130 697                  | Ingen uppgift                |